# Архиепархия Адрианополя Гемимонтского
Архиепархия Адрианополя Гемимонтского (лат. Archidioecesis Hadrianopolitana in Haemimonto) — упразднённая архиепархия Константинопольского патриархата, в настоящее время титулярная архиепархия Римско-Католической церкви.

## История
Античный город Адрианополь (сегодня — город Эдирне, Турция) располагался в римской провинции Гемимонт диоцеза Фракия и до XI века был центром одноимённой архиепархии Константинопольского патриархата. В XI веке архиепархия Адрианополя прекратила своё существование.
C 1616 года архиепархия Адрианополя Гемимонтского является титулярной епархией Римско-Католической церкви.

## Греческие архиепископы
- епископ Евтропий;
- епископ святой Луций (около 340—350 гг.);
- епископ святой Филипп (? — около 362/363);
- епископ Аммоний (394—403);
- епископ Григорий (451—459);
- епископ Иоанн (упоминается в 553 году);
- епископ Эммануил (787—818);
- епископ Теофилат (упоминается в 845 году);
- епископ Косьма (упоминается в 869 году);
- епископ Филипп (упоминается в 879 году);
- епископ Николай;
- епископ Михаил;
- епископ Агапит (упоминается в 1023 году);
- епископ Евсевий (упоминается в 1054 году).

## Титулярные архиепископы
- архиепископ Виталино Висконти Борромео (4.07.1616 — май 1617);
- архиепископ Козимо де Торрес (17.03.1621 — 5.09.1622);
- архиепископ Джованни Бенни Giovanni Benini (18.10.1622 — 2.11.1636);
- архиепископ Джованни де Торрес (30.01.1645 — 1.04.1658) — назначен архиепископом Салерно;
- архиепископ Стефано Бранкаччо (5.05.1660 — 2.06.1670);
- архиепископ Франческо Нерли (16.06.1670 — 22.12.1670) — назначен архиепископом Флоренции;
- архиепископ Помпео Варезе (19.01.1671 — ?);
- архиепископ Микельанджело Маттеи (7.11.1689 — 18.05.1693) — назначен латинским патриархом Антиохии;
- архиепископ Adam Daemen (9.02.1707 — 30.12.1717);
- архиепископ Джованни Леркати (15.12.1760 — 10.07.1767) — назначен архиепископом Генуи;
- архиепископ Андреа Ратти (15.04.1776 — 9.01.1779);
- архиепископ Manuel Joaquim Da Silva (17.06.1793 — 18.05.1808);
- архиепископ Джованни Баттиста Паолуччи (15.07.1878 — 27.02.1880);
- архиепископ Michael Heiss (9.04.1880 — 7.09.1881) — назначен архиепископом Милуоки;
- архиепископ Jacques-Hector Thomas C.M.[1] (4.05.1883 — 14.12.1910);
- архиепископ Франческо Мармаджи (1.09.1920 — 16.12.1935) — назначен кардиналом-священником;
- архиепископ Эдуард Профитлих S.J. (27.11.1936 — 22.02.1942);
- архиепископ Карло Фальчинелли (12.01.1953 — 6.06.1959);
- архиепископ Лино Занини (16.06.1959 — 25.10.1997);
- вакансия с 1997 года.

## Источник
- Annuario Pontificio, Libreria Editrice Vaticana, Città del Vaticano, 2003, стр. 752, ISBN 88-209-7422-3
- Pius Bonifacius Gams, Series episcoporum Ecclesiae Catholicae Архивная копия от 26 июня 2015 на Wayback Machine, Leipzig 1931, стр. 427
- Konrad Eubel, Hierarchia Catholica Medii Aevi, vol. 4, стр. 68; vol. 5, стр. 69; vol. 6, стр. 66; vol. 8, стр. 77
- Michel Lequien, Oriens christianus in quatuor Patriarchatus digestus Архивная копия от 7 января 2018 на Wayback Machine, Parigi 1740, Tomo I, coll. 1171—1180
- Gaetano Moroni, Dizionario di erudizione storico-ecclesiastica, Vol. 1, стр. 107  (лат.)
- La Gerarghia Cattolica